# Harry Dickson (benzi desenate)
Aventurile lui Harry Dickson au cunoscut două adaptări paralele în benzi desenate. 

## Dargaud
Scenarist Christian Vanderhaeghe, desenator Pascal J. Zanon
1. La Bande de l'Araignée (1986)
2. Les Spectres Bourreaux (1988)
3. Les Trois Cercles de l'Épouvante (1990)
4. Le Royaume Introuvable (1994)
5. L'Étrange Lueur Verte (1997)
6. La Conspiration Fantastique (1999)
7. Echec au Roi (2002)
8. Le Temple de Fer  (2003)

## Soleil
Scenarist Richard D. Nolane, desenator Olivier Roman.
Poveștile sunt inedite.
1. L'île des Possédés (1992)
2. Le Démon de Whitechapel (1994)
3. Les Amis de l'Enfer (1995)
4. L'Ombre de Blackfield (1996)
5. La Nuit du Météore (1998)
6. La Terreur Jaune (2000)
7. Les Loups de Darkhenge (2001)
8. Le Sanctuaire du Grand Ancien (2002)
9. Le Secret de Raspoutine (2003)
10. La Sorciere du Kent (2004)
11. Le Semeur d'Angoisse (2005)
12. Le Diable du Devonshire (2008)
13. L'Héritage maudit de Rennes-le-Château (2009)